# Троцкий, Иван Антонович
Ива́н Анто́нович Тро́цкий (бел. Іван Антонавіч Троцкі; род. 27 мая 1976, Вороново, Гродненская область) — белорусский легкоатлет, специалист по спортивной ходьбе. Выступал за сборную Белоруссии по лёгкой атлетике в 1997—2016 годах, призёр Кубков мира и Европы, многократный победитель и призёр первенств национального значения, участник четырёх летних Олимпийских игр.

## Биография
Иван Троцкий родился 27 мая 1976 года в городском посёлке Вороново Гродненской области Белорусской ССР.
Впервые заявил о себе в лёгкой атлетике на международном уровне в сезоне 1997 года, когда вошёл в состав белорусской национальной сборной и выступил в ходьбе на 20 км на молодёжном европейском первенстве в Турку.
В 1998 году в той же дисциплине стал шестым на чемпионате Европы в Будапеште.
В 1999 году занял 13-е место на Кубке мира по спортивной ходьбе в Мезидон-Канон и девятое место на чемпионате мира в Севилье.
В 2001 году был девятым на Кубке Европы в Дудинце, показал 15-й результат на чемпионате мира в Эдмонтоне.
На Кубке мира 2002 года в Турине занял 13-е место в личном зачёте 20 км и тем самым помог своим соотечественникам получить серебро мужского командного зачёта. На чемпионате Европы в Мюнхене финишировал пятым.
В 2003 году выиграл бронзовую медаль в ходьбе на 10 000 метров на Всемирных военных играх в Катании, тогда как в ходьбе на 20 км стал шестым на чемпионате мира в Париже.
В 2004 году закрыл десятку сильнейших на Кубке мира в Наумбурге. Благодаря череде удачных выступлений удостоился права защищать честь страны на летних Олимпийских играх в Афинах — в программе ходьбы на 20 км показал результат 1:25:53, расположившись в итоговом протоколе соревнований на 23-й строке.
На чемпионате мира 2005 года в Хельсинки был дисквалифицирован.
В 2007 году выиграл командный зачёт на Кубке Европы в Ройал-Лемингтон-Спа, в то время как на чемпионате мира в Осаке занял 27-е место.
В 2008 году показал 14-й результат на Кубке мира в Чебоксарах. Находясь в числе лидеров белорусской национальной сборной, благополучно прошёл отбор на Олимпийские игры в Пекине, где в ходьбе на 20 км с результатом 1:22:55 занял итоговое 22-е место.
В 2009 году участвовал в Кубке Европы в Меце, но был дисквалифицирован.
На Кубке Европы 2011 года в Ольяне сошёл с дистанции в ходьбе на 50 км.
В 2012 году вошёл в двадцатку сильнейших на Кубке мира в Саранске. На Олимпийских играх в Лондоне стартовал в ходьбе на 20 и 50 км — занял в этих дисциплинах 16-е и 14-е места соответственно.
После лондонской Олимпиады Троцкий остался действующим спортсменом на ещё один олимпийский цикл и продолжил принимать участие в крупнейших международных стартах. Так, в 2013 году он показал 19-й результат в ходьбе на 20 км на Кубке Европы в Дудинце и 14-й результат в ходьбе на 50 км на чемпионате мира в Москве.
В 2014 году занял 40-е место на Кубке мира в Тайцане, сошёл с дистанции на чемпионате Европы в Цюрихе.
В 2015 году стартовал в дисциплине 50 км на Кубке Европы в Мурсии.
На Олимпийских играх 2016 года в Рио-де-Жанейро в ходьбе на 50 км сошёл с дистанции и на этом завершил спортивную карьеру.